# Chevauchée nocturne et Lever de soleil

Chevauchée nocturne et Lever de soleil (en finnois Öinen ratsastus ja auringonnousu), Op.55, est une œuvre musicale, sous forme de poème symphonique de Jean Sibelius, écrite en 1908.
La partition est terminée en novembre 1908 et est créée à Saint-Pétersbourg en 1909, dirigée par Alexander Siloti.

## Instrumentation
| Instrumentation de Chevauchée nocturne et lever de soleil                                                           |
| Cordes |
| premiers violons, seconds violons, altos, violoncelles, contrebasses,                                               |
| Bois |
| 2 flûtes, 1 piccolo, 2 hautbois, 2 clarinettes si bémol, 1 clarinette basse en si bémol, 2 bassons, 1 contrebasson, |
| Cuivres |
| 4 cors en fa, 2 trompettes en fa, 2 trombones, 1 tuba                                                               |
| Percussions |
| timbales, grosse caisse, tambour, tambourin,                                                                        |

## Discographie
- Jean Sibelius, poèmes symphoniques, l'Orchestre symphonique de Göteborg dirigé par Neeme Järvi, DG.